# 폭풍우 작전
폭풍우 작전 또는 부르자 작전 (폴란드어: akcja „Burza”, 때때로 영어로 "Operation Storm"으로 언급됨)은 제2차 세계 대전 중 폴란드 저항의 주도적인 세력인 폴란드 국내군(아르미아 크라요바, 약칭 AK)이 점령 독일군에 맞서 수행한 일련의 봉기이다.
폭풍우 작전의 목표는 독일군이 진격하는 소련 붉은 군대에 맞서 방어 태세를 갖추는 동안 독일군 점령 도시와 지역을 장악하는 것이었다. 폴란드 지하국가는 소련군이 도착하기 전에 권력을 장악하기를 희망했다.
런던에 있는 폴란드 망명정부의 목표는 커즌선 국경을 거부하고 소련과의 1939년 폴란드 국경을 복원하는 것이었다. 얀 치에하노프스키에 따르면,
"[망명] 폴란드 내각은 커즌선을 수용하기를 거부함으로써 국가로서 존재할 권리를 방어한다고 믿었다. 그들은 1939년 이전의 영토 협정에 기반하여 러시아-폴란드 관계를 회복하기로 결심했다."

## 역사
처음부터 국내군은 독일에 대항하는 전국적인 무장 봉기를 준비해 왔다. 미래 봉기의 기본 틀은 1942년 9월에 만들어졌다. 이 계획에 따르면, 봉기는 동부 전선에서 독일 국방군의 패배가 명백해질 때 망명 중인 폴란드 최고 사령관의 명령에 따라 시작될 예정이었다. 봉기는 중앙 폴란드에서 시작될 예정이었다: 총독부, 돈브로바 분지, 크라쿠프 보이보드십 (1919년-1939년), 그리고 비아위스토크와 브제시치 지역.
봉기의 기본 목표는 다음과 같았다:
1. 독일 점령을 종식한다;
2. 폴란드 영토 내 폴란드 정규군에 필요한 무기와 보급품을 확보한다;
3. 우크라이나 반란군의 위협에 대항한다 (참조: 볼히니아 폴란드인 학살);
4. 정규 폴란드군을 재건한다;
5. 민간 권한, 통신 및 무기 산업을 재건한다;
6. 전선 후방에서 평화와 질서를 유지한다; 그리고
7. 폴란드 영토 내에 남아 있는 독일 국방군에 대한 공격 작전을 시작한다.

라돔-키엘체 지역 폴란드 국내군의 "므루크" 대위와 소련 정찰대

폴란드 정규군 재건은 1939년 폴란드군 전투 서열을 기반으로 할 예정이었다. 국내군 부대는 정규 사단으로 전환될 예정이었다. 처음에는 16개 보병 사단, 3개 기병 여단, 1개 기계화 여단이 창설될 예정이었으며, 노획한 무기 또는 연합국이 제공한 무기와 보급품으로 무장할 예정이었다. 두 번째 단계에서는 제2차 세계 대전 이전에 폴란드 동부와 서부에 주둔했던 추가 15개 사단과 5개 기병 여단을 재건할 예정이었다.
이 계획은 부분적으로 실행되었다. 1943년부터 국내군 부대는 전전 폴란드 사단, 여단, 연대의 이름과 번호를 따서 더 큰 부대로 그룹화되었다.

### "우리 동맹군의 동맹군"
1943년 초, 독일의 스탈린그라드 패배 이후, 소련이 국내군이 가장 상대해야 할 세력이며, 계획된 폴란드 봉기가 이미 패배한 본국으로 후퇴하는 부대가 아닌 여전히 강력한 독일군에 맞서야 할 것이 분명해졌다.
1943년 2월, 국내군 총사령관 스테판 로베츠키 장군은 계획을 수정했다. 봉기는 세 단계로 진행될 예정이었다. 첫 번째 단계는 접근하는 붉은 군대를 앞서 동부(주요 저항 중심지는 르부프와 빌뉴스)에서 무장 봉기를 일으키는 것이었다. 준비를 위해 "바흘라르츠" 조직이 결성되었다. 두 번째 단계는 커즌선과 비스와강 사이의 지역에서 무장 투쟁을 벌이는 것이었으며, 세 번째 단계는 폴란드 나머지 전역에서 전국적인 봉기를 일으키는 것이었다.
1943년 4월 25일, 이오시프 스탈린은 카틴 학살에 대한 폴란드의 문의로 인해 폴란드-소련 외교 관계를 단절했으며, 진격하는 붉은 군대가 해방군이 아닌 로베츠키 장군이 말했듯이 "우리 동맹군의 동맹군"으로 폴란드에 올 수 있음이 분명해졌다. 1943년 11월 26일, 폴란드 망명정부는 소련이 폴란드에 진입하기 전에 소련과의 외교 관계가 재개되지 않으면 국내군 부대가 추가 결정이 있을 때까지 지하에 남아 있어야 한다는 지침을 발표했다.
그러나 현장의 국내군 사령관은 다른 접근 방식을 취했으며, 1943년 11월 30일 최종 계획이 초안되었다.

### 작전 개요

폭풍우 작전 중 라돔-키엘체 지역의 폴란드 국내군 제7보병사단

이 계획은 전술 수준에서 진격하는 붉은 군대와 협력하고, 폴란드 민간 당국이 지하에서 나와 연합군이 통제하는 폴란드 영토에서 권력을 장악하는 것이었다. 이 계획은 망명정부 대표와 폴란드 지하 의회인 국내 정치 대표부의 승인을 받았다.
1944년 1월 2일, 제2 벨로루시 전선의 붉은 군대 병력이 전전 폴란드 국경을 넘어 폭풍우 작전이 시작되었다. 사단은 진격하는 붉은 군대 지휘관들과 접촉하는 데 성공했고, 독일 국방군에 대한 성공적인 공동 작전을 시작했다. 그들은 함께 코벨 (4월 6일)과 볼로지미에시를 탈환했다. 그러나 사단은 곧 서쪽으로 후퇴할 수밖에 없었고, 폴레시아에서는 독일군과 소련군 모두에게 공격받았다. 소련군에 포로로 잡힌 폴란드 병사들은 붉은 군대에 합류하거나 소련 강제 노동 수용소로 보내질 선택권이 주어졌다. 사단의 잔여 병력은 부크강을 건넜으며, 그곳에서 소련 파르티잔 부대의 공격을 받았다. 루바르투프와 코크 마을을 해방시킨 후, 사단(약 3,200명으로 감소)은 붉은 군대에 의해 포위되어 포로로 잡혔다.

## 폴란드 각 지역에서

### 남동부 볼히니아
폭풍우 작전은 1939년까지 폴란드 제2공화국에 속했던 볼히니아 지역(참조: 볼히니아 보이보드십 (1921년-1939년))에서 1944년 1월 4일 사르니 마을 동쪽의 전전 폴란드 영토에 붉은 군대가 진입한 후 시작되었다. 주로 폴란드 국내군 제27보병사단 (약 6500명)이 수행한 이 작전은 이 지역에서 여전히 활동 중인 독일 국방군 부대를 목표로 했다.
- 1944년 1월 4일: 붉은 군대가 사르니 동쪽의 볼히니아에 진입
- 1월 15일: 코벨과 볼로지미에시 볼린스키 지역에서 폴란드계 민족의 동원령이 내려짐
- 1월 28일: 제27 볼히니아 국내군 보병사단이 공식적으로 창설됨
- 2월 10일: 얀 보이치에흐 키베르스키 대령이 국내군 볼히니아 지구 사령관으로 임명됨
- 3월 4일: 첫 국내군 부대가 진격하는 붉은 군대와 만남
- 3월 17일: 코벨 근처 자스미키 마을에서 독일 국방군 중대가 무장 해제됨
- 3월 18일: 독일군과의 첫 소규모 전투 발생
- 3월 20일–27일: 투리아 강 계곡에서 격렬한 전투 발생
- 3월 23일: 스테자지체에서 독일 분견대가 무장 해제됨
- 3월 24일: 카피툴카 근처에서 소규모 전투 발생
- 3월 26일: 키베르스키 대령이 소련 세르게예프 장군과 만남
- 1944년 4월: 코벨 서쪽에서 독일 국방군과 격렬한 전투. 독일군의 우세로 인해 4월 12일 폴란드군은 볼로지미에시 볼린스키 점령 시도 실패 후 붉은 군대와 접촉을 시도한다. 결국 사단은 포위되고, 4월 18일 사단장 키베르스키 대령이 전사한다. 4월 21일 부대는 포위망을 탈출하고, 여러 차례의 소규모 전투 후 6월 10일 부크강을 건너 마워폴스카에 진입한다. 사단은 그 후 루블린 지역에서 폭풍우 작전에 참여하여 1944년 7월 말까지 활동했다.

총 1944년 1월부터 6월까지, 국내군 제27 볼히니아 보병사단은 100회 이상의 소규모 전투에 참여하여 600명 이상의 병력을 잃었다. 독일군과 헝가리군 사상자는 전사 750명, 부상 900명으로 추정된다.

### 북동부 오스트라 브라마 작전
북부에서는 1944년 7월 7일, Wilno District (Home Army) 및 Nowogródek District (Home Army)의 병력(대령 알렉산데르 크시자노프스키 휘하 약 13,000명)이 독일 점령 빌뉴스 공격을 시작했으나, 소련군이 도착할 때까지 공격이 지연되었다. AK와 소련군은 7월 13일 공동으로 도시를 점령했다. 공격 이전에 주변 시골 지역 또한 폴란드군과 소련 파르티잔에 의해 점령되었다. 협력은 빌뉴스가 점령된 직후 거의 즉시 종료되었다. 7월 14일, 크시자노프스키와 그의 장교들은 무장 해제되어 투옥되었고, 무장 해제에 저항하는 AK 부대들은 소련군에 의해 폭력적으로 진압되어 수십 명의 폴란드인 사망자가 발생했다.

### 르부프 봉기
7월 23일, 르부프(현 르비우)의 국내군 병력은 진격하는 소련군과 협력하여 무장 봉기를 시작했다. 4일 만에 도시가 점령되었다. 폴란드 민간 및 군 당국은 "붉은 군대 사령관 회의"에 소환되어 소련 NKVD에 의해 포로로 잡혔다. 블라디스와프 필립코프스키 대령의 병사들은 강제로 붉은 군대에 징집되거나, 강제 노동 수용소로 보내지거나, 다시 지하로 숨어들었다.

### 폴레시아
폴레시아에서 폭풍우 작전은 이 지역에 대한 독일 점령의 마지막 날에 일어났다. 소련군의 서쪽으로의 급속한 진격(참조: 바그라티온 작전)으로 인해, 이 작전은 2주 동안(1944년 7월 15일~30일) 주로 브제시치 근처 폴레시아 서부, 코브린 및 베레자 카르투스카뿐만 아니라 핀스크 지역에서도 진행되었다. 국내군 사령부는 폴레시아에 제30 국내군 보병사단을 창설하도록 명령했다. 이 부대는 브제시치 북쪽과 동쪽 지역을 점령하는 임무를 맡았다. 사단은 누르제츠강을 따라 숲이 우거진 지역에 약 1000명의 병력으로 집결했다.
7월 17일, 아담폴의 농장 근처에서 독일 국방군의 차량 운송대가 공격받았고, 비자리 마을 근처에서 독일군과 소규모 전투가 벌어졌다. 1944년 7월 30일, 폴란드군은 붉은 군대의 제65군과 접촉했다. 소련 장교들은 폴란드군에게 폴란드 제1군에 합류하도록 명령했다. 폴란드군은 이 명령을 따르지 않고 비아와포들라스카로 향했으며, 그곳에서 바르샤바로 진군하여 바르샤바 봉기에 참전하기로 결정했다. 오트보츠크 근처에서 사단은 소련군에 의해 포위되어 무장 해제되었다.

### 바르샤바 봉기

폴란드 국내군 제26보병연대가 바르샤바 봉기에 합류하기 위해 키엘체-라돔 지역에서 바르샤바로 향하는 중

폭풍우 작전에 참여한 국내군 부대의 운명을 본 폴란드 망명정부와 국내군의 현 사령관 타데우시 부르-코모로프스키 장군은 폴란드의 독립을 되찾을 마지막 기회가 바르샤바에서 봉기를 시작하는 것이라고 결정했다. 1944년 7월 21일, 부르-코모로프스키는 1944년 8월 1일 17시를 기해 바르샤바 봉기를 시작하도록 명령했다. 정치적 목표는 연합국에게 폴란드 정부와 폴란드 민간 당국의 존재를 강조하는 것이었다. 바르샤바는 합법적인 폴란드 정부가 망명에서 폴란드로 돌아올 수 있도록 점령될 예정이었다.
동시에 다른 국내군 지역들도 동원되었다. 크라쿠프 지역의 부대들은 빌뉴스, 르부프, 바르샤바와 유사한 봉기를 준비하고 있었으나, 여러 이유로 취소되었다(참조: 크라쿠프 봉기 (1944)). 키엘체와 라돔 지역에서는 폴란드 국내군 제2사단이 편성되어 도시를 제외한 전체 지역을 통제했다. 다른 부대들도 크라쿠프, 우치, 비엘코폴스카에서 소집되었다.

### 비아위스토크
비아위스토크와 그 주변 지역에서 폭풍우 작전은 1944년 7월 후반에 시작되어 9월 말까지 계속되었다. 국내군은 이곳에서 전간기 폴란드군을 기반으로 4개 부대를 재창설했다: 제18 및 제29 보병사단, 수바우키 기병여단 및 포들라스카 기병여단. 총 7,000여 명의 병사들이 200회 이상의 전투와 소규모 교전에 참전했다. 작전은 블라디스와프 리니아르스키 대령이 지휘했다.
전투에 가장 먼저 참여한 부대는 제81 국내군 보병연대였으며, 흐로드나 주변 숲에서 작전했다. 경무기로 무장한 이 연대는 흐로드나 시를 점령하기에는 너무 약했으며, 독일 초소와 경찰서와의 전투로 활동을 제한했다.
비아위스토크 외곽의 크니신 황무지에 집결한 폴란드군 중에는 제42 국내군 보병연대와 제10 국내군 우완 연대가 있었다. 제2 국내군 우완 연대는 브란스크와 하이누프카 지역에서 작전했다. 이 부대는 하이누프카와 체렘차 사이의 철도를 파괴했으며, 여기에는 폭파된 철교도 포함된다. 제76 국내군 보병연대는 치에하노비에츠와 와피 지역에서 싸웠다.
아우구스투프 원시림에서는 3개의 국내군 연대가 창설되었다: 제1 국내군 우완 연대(300명), 제41 국내군 보병연대, 제3연대(총 700명).
파르티잔 공격을 두려워한 독일군은 아우구스투프 마을에 비상사태를 선포했다. 비아위스토크 주의 이 지역에서 폭풍우 작전 중 30회 이상의 다양한 종류의 급습이 발생했으며, 이 중 4개의 군사 수송대가 폭파되었고, 아우구스투프에서 흐로드나까지의 철도선을 따라 발생했다. 국내군 병력은 붉은 군대와 협력했다. 8월 6일, 300명의 병력으로 구성된 부대가 독일군 전선을 뚫고 소련군이 통제하는 지역으로 진입하는 데 성공했다. 1944년 가을까지 대부분의 연대는 작전을 중단했다. 이 지역에서의 마지막 소규모 교전은 11월 2일 노빈카 마을 근처에서 발생했다.
오소비에츠 요새 주변 숲에서는 빅토르 코노프카 휘하의 제9 국내군 기마소총대가 집결했다. 1944년 7월과 8월, 이 연대는 여러 지역에서 독일군과 싸웠다. 9월 8일, 격렬한 전투 끝에 이 부대는 적에게 파괴되었다. 생존자들은 당시 비에브자강을 따라 이어지던 전선을 넘는 데 성공했다.
웜자 지역에서는 3개의 대대로 구성된 제33 국내군 보병연대가 창설되었다. 이 연대는 독일군 후방 부대와 싸우며, 전선과 동프로이센 간의 통신선을 끊었다. 차르노보-운디 마을 근처에서는 약 150명의 소련군 포로가 폴란드인에 의해 석방되었다. 이에 대한 보복으로 독일군은 마을을 불태우고 모든 주민을 사살했다(1944년 7월 22일). 8월 20일, 오스트로웽카 지역에서 작전하던 제5 국내군 우완 연대는 라베디 마을 근처에서 독일 포병 진지를 공격했다.

### 루블린
루블린 지역에서 폭풍우 작전은 1944년 7월의 마지막 2주 동안 진행되었다. 국내군은 이곳에 제3 보병사단, 제9 보병사단, 제15 보병연대, 그리고 바탈리오니 흐워프스키 및 기타 저항 조직 부대, 그리고 볼히니아 주에서 온 폴란드 국내군 제27보병사단과 같은 부대를 창설했다. 총합하여 이 지역의 폴란드군은 약 20,000명에 달했다.
파르티잔들은 루블린 지역 전체의 철도와 도로를 따라 후퇴하는 독일군을 공격했다. 여러 경우에 그들은 독일 국방군과 친위대에 의해 평정된 마을을 방어했다. 폴란드인들은 이 지역에서 활동하던 붉은 군대 게릴라들과 협력했다.
남부( 자모시치 지역)에서는 스타니슬라프 프루스 소령 휘하의 제9 보병연대가 베우제츠 마을을 해방했다(7월 21일). 소련군과 함께 그들은 토마슈프 루벨스키를 점령했다. 독일군은 프람폴과 즈비에지니에츠를 포함한 여러 지역에서 공격받았다.
7월 21일과 22일, 볼히니아 제27사단은 코크, 루바르투프, 피를레이를 점령했다. 주 서부에서는 제8 및 제15 보병연대가 쿠루프, 우젠두프, 나웽추프, 가르부프, 봉볼니차, 소볼레프, 리키, 코인스코볼라 등 여러 마을을 해방했다. 7월 26일, 폴란드 부대는 푸와비 전투에서 소련군과 협력했다. 여러 독일 열차 수송대가 파괴되었고, 폴란드 병사들은 코인스코볼라를 불태울 계획이었던 독일군으로부터 코인스코볼라를 구했다.

### 크라쿠프
크라쿠프 국내군 지구는 조직에서 가장 큰 지구 중 하나였다. 프셰미실부터 크라쿠프 자체까지 확장되었으며, 이 지역에서 첫 전투는 동부에서 벌어졌다. 제슈프와 프셰미실에서는 제22 및 제24 국내군 사단이 동원되었다. 제슈프, 미엘레츠, 크로스노에서는 제10 국내군 기병여단이 창설되었다. 서부에서는 제6 및 제106 국내군 보병사단이 창설되었으며, 크라쿠프 기계화 기병여단도 창설되었다. 이 지역에서 활동하던 다른 부대들은 얀 판차키에비치 소령의 독립 대대와 에드바르트 고들레프스키 대령 휘하의 크라쿠프 작전 그룹이었다.
국내군은 크라쿠프 시에서 무장 봉기를 고려했지만, 이 계획은 포기되었다(참조: 크라쿠프 봉기 (1944)).

### 라돔-키엘체
라돔과 키엘체에서 폭풍우 작전은 1944년 8월 1일에 시작되어 10월 6일까지 지속되었다. 국내군은 이곳에서 제2, 제7, 제28 보병사단과 여러 다른 부대를 창설했다. 작전의 목적은 붉은 군대가 비스와강 동쪽 제방과 이 지역 도시들을 점령하는 것을 돕는 것이었다. 폴란드 파르티잔들은 비스와강 다리와 스타라호비체 및 스카르지스코-카미엔나의 무기 공장을 방어할 계획이었다.
붉은 군대가 비스와강을 건너 산도미에시와 마그누셰프에 교두보를 점령한 후(루블린-브레스트 공세 참조), 국내군은 소련군과 접촉하여 협력하기 시작했다.
코지엔이체와 산도미에시에서 폴란드 부대는 진격하는 소련군을 지원했다. 1944년 7월 31일/8월 1일 밤, 미할 만지아라 대위의 폴란드 제2보병연대는 독일군의 반격을 저지하여 소련군이 산도미에시 교두보에서 진지를 유지하는 데 도움을 주었다. 8월 3일, 폴란드군과 소련군은 스타슈프를 해방했다. 다음 날들에는 폴란드군이 소련군 전차의 도움을 받아 스토프니차와 부스코를 점령했다.
1944년 8월 14일, 타데우시 부르-코모로프스키 장군은 키엘체-라돔 지역의 모든 부대에게 바르샤바로 진격하여 바르샤바 봉기에 합류하라고 명령했다. 복수 작전이라고 불린 이 작전은 얀 지엔타르스키 대령 휘하의 키엘체 국내군 군단(병력 6,430명) 창설로 이어졌다. 8월 21일, 집결 중이던 군단은 독일군에게 급습당한 안토니우프 마을 주민들을 구했다.
키엘체 군단이 바르샤바를 향해 진격했지만, 폴란드 수도에 도달하지 못했다. 바르샤바 주변에 집결한 독일군을 신중하게 분석한 후, 국내군 지휘부는 너무 위험하다고 판단하여 작전을 중단하기로 결정했다. 폴란드군은 적과 대등하게 맞설 중화기와 전차가 없었다. 복수 작전은 포기되었고, 군단은 해체되었다.
1944년 9월 초, 국내군 지역 부대들은 키엘체 또는 라돔을 점령할 계획을 세웠고, 쳉스토호바와 스카르지스코도 점령할 계획이 있었다. 제7보병사단은 서쪽으로 쳉스토호바 지역으로 이동했다. 제2보병사단은 11월까지 키엘체 근처에 남아 적과 적극적으로 싸웠다. 1944년 10월 말, 폭풍우 작전은 취소되었다. 모든 부대는 해체되었다.

### 우치
우치 시 지역에서 폭풍우 작전은 1944년 여름과 가을에 걸쳐 8월 14일부터 11월 26일까지 진행되었다. 이 지역의 국내군은 루돌프 마예프스키 소령 휘하의 제25보병연대와 같은 여러 부대를 동원했다. 이 연대는 프시수하 근처 숲에 주둔했으며, 1944년 8월 독일군에 대한 여러 차례 공격을 감행하여 철도선을 파괴했다. 제25연대의 마지막 전투는 11월 8일에 일어났고, 총 130명의 병력을 잃었다.
다른 부대 중에는 브제지니 근처에서 활동한 제29 카니오프 소총 연대가 있었다. 9월 14일, 이들은 콜루슈키 근처 스워트비니 역에서 독일군 창고를 점령했다.

## 결과
바르샤바 봉기에 대한 독일군의 진압은 소련군의 지원이 없는 상황에서 폭풍우 작전의 종말을 알렸다. 군사적으로는 성공이었으나, 정치적으로는 패배였다. 붉은 군대는 폴란드군을 뒤따르는 내무인민위원부와 함께 곧 그들의 본색을 드러냈다. 폭풍우 작전에 참여한 폴란드 병사들의 거의 절반이 체포되었다. 그들은 강제로 베를링의 군대에 징집되거나, 러시아 깊숙이 추방되거나, 단순히 살해당했다.

## 같이 보기
- 폴란드 지하국가
  - 폴란드 망명정부
- 폴란드의 역사 (1939년-1945년)
- 제2차 세계 대전에서 폴란드의 기여

## 내용주
1. ↑  폴란드어: akcja „Burza”